# Quinella ovalis
La  Quinella ovalis  è una specie di batterio appartenente alla famiglia delle Acidaminococcaceae.